# Insomnia (álbum de Hed PE)
Insomnia é o sexto álbum de estúdio da banda Hed PE, lançado a 17 de Julho de 2007.
O primeiro single, "Suffa" tornou-se numa das músicas mais pedidas da rádio Sirius Satellite Radio's Hard Attack, enquanto o vídeoclip foi votado no Top 10 da MTV Headbangers Ball em 2007.
O disco atingiu o nº 16 do Top Independent Albums e o nº 138 da Billboard 200. Uma das bandas que influenciaram este disco foi os Slayer.

## Faixas
1. "Madhouse" - 2:05
2. "Walk on By" - 4:28
3. "Game Over" - 5:00
4. "Habus" - 3:43
5. "Suffa" - 2:57
6. "Comeova2nite" (com Roscoe) - 4:18
7. "C2GU" - 1:51
8. "Rto" (com Big B) - 4:37
9. "Mirrorballin" - 4:31
10. "Tienanman Swuared" - 3:30
11. "Children" - 4:02
12. "Atlantis A.D." - 5:58
13. "Wind Me Up" (com Kottonmouth Kings e Tech N9ne) - 5:14
14. "Don't Let Me Down" - 7:18

## Créditos
- M.C.U.D. — Vocal
- Mawk — Baixo
- Wesstyle — Guitarra
- Chizad — Guitarra, vocal
- B.C. — Bateria, percussão
- DJ Product ©1969 — DJ